# Henri Helman

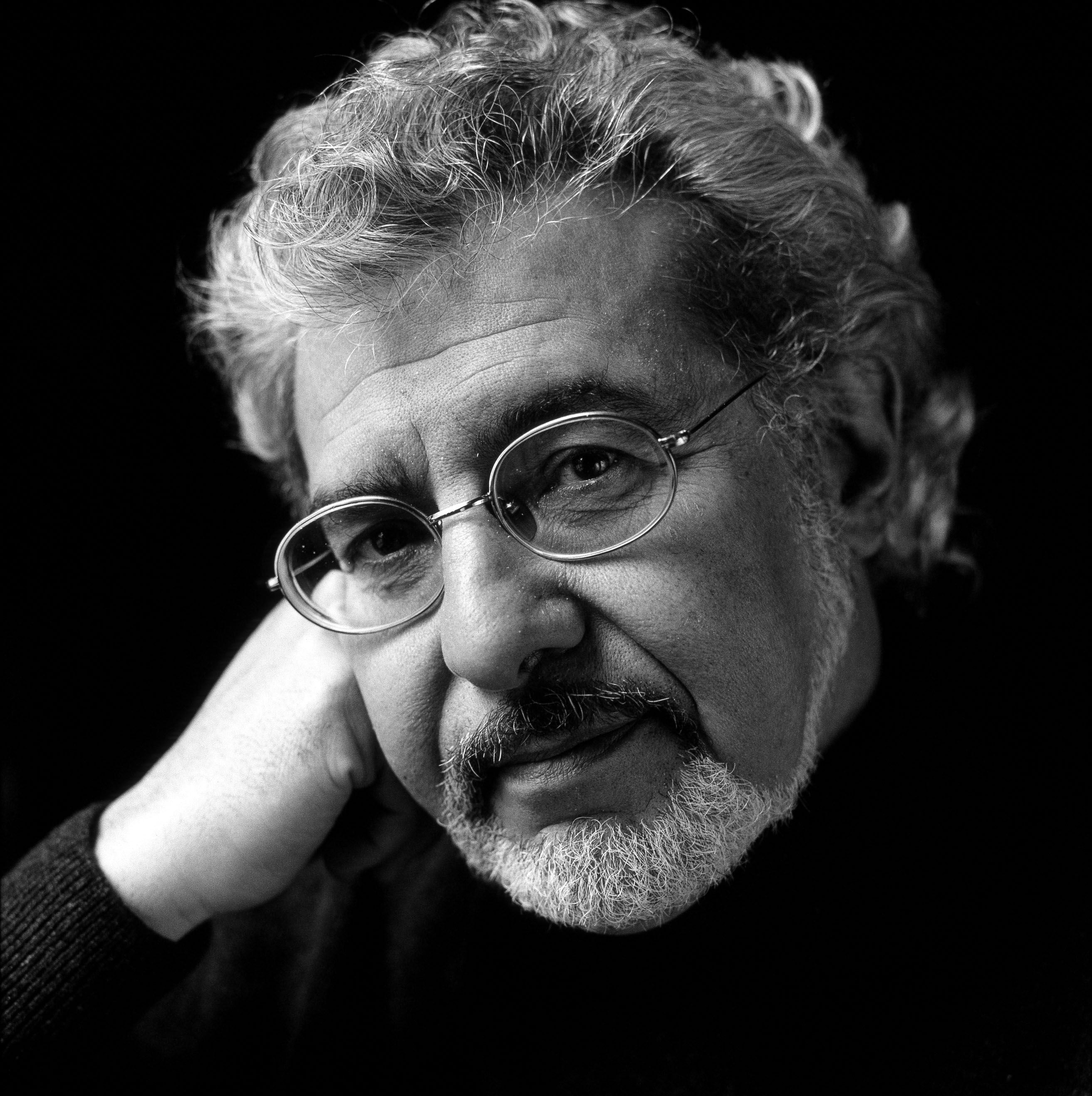
Henri Helman

Henri Helman (* 1949) ist ein französischer Regisseur. 
Nach seinen Filmen Le cœur froid (1977) und Grilles closes (1979) wurde Helman mit L'homme des rivages (1980), einem Drama mit Georges Wilson, bekannt. 1982 entstand das Drama Lise & Laura, in dem Claude Jade die Doppelrolle der von der Gestapo ermordeten Lise und der 1983 Lises Witwer Michel Auclair begegnenden Laura spielt. Orson Welles spielte 1983 neben Tony Curtis, Peter Lawford und Donald Pleasence eine seiner letzten Rollen in Henri Helmans Die Himmelsmaschine. In den 1990er Jahren wechselte Helman zum Fernsehen (u. a. Serien wie Nestor Burma und TV-Filme wie Rendez-moi ma fille mit Valérie Kaprisky, Flics de choc: Le dernier baroud mit Pierre Cosso, Le Coeur étincelant mit Jean-Pierre Cassel, Une vie pour une autre (1997) mit Franka Potente).